# 卡沃島
36°25′24″S 174°50′50″E / 36.4232163°S 174.8472404°E

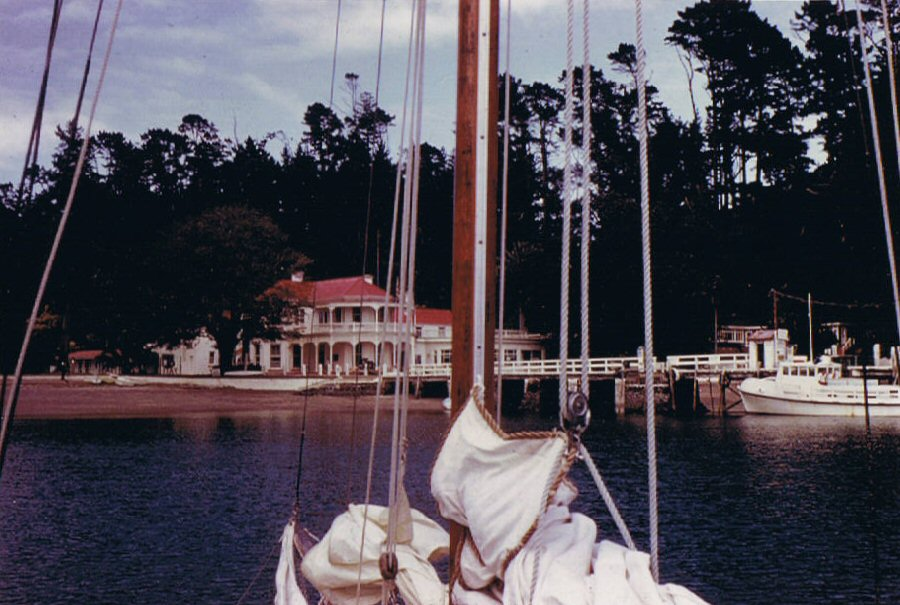

卡沃島是新西蘭的島嶼，位於奧克蘭以北40公里的豪拉基灣，長8公里、寬5公里，面積20.2平方公里，最高點海拔高度182米，2006年人口70，該島在1830年前無人居住。

## 外部連結
- Kawau Island Residents and Property Owners' Association Incorporated（页面存档备份，存于）
- Pohutukawa Trust New Zealand（页面存档备份，存于）